# Kim Rhodes
Kimberly Rhodes, detta Kim (Portland, 7 giugno 1969), è un'attrice statunitense.

## Biografia
Nata da Jane e Frank Rhodes, Kimberly frequentò il Southern Oregon State College e ottenne il BFA e successivamente la laurea in recitazione; in seguito ottenne il MFA alla Temple University. È sposata dall'11 luglio 2006 con Travis Hodges: i due vivono insieme a Los Angeles con un cane di nome Linus.

## Carriera
Kim recitò per la prima volta nel ruolo di Cindy Harrison nella soap opera Destini dal 1996 al 1999 mentre dal 2000 al 2001 prese parte alla soap Così gira il mondo. Dal 2005 al 2008 ha interpretato il ruolo di Carey Martin in Zack e Cody al Grand Hotel, riprendendo il ruolo per il primo episodio e per altri tre episodi del suo spin-off Zack e Cody sul ponte di comando. Ha partecipato come personaggio secondario in molti film e come voce nei videogiochi.

## Filmografia

### Cinema
- In Pursuit, regia di Peter Pistor (2001)
- Fuga dal Natale (Christmas with the Kranks), regia di Joe Roth (2004)
- Sky High - Scuola di superpoteri (Sky High), regia di Mike Mitchell (2005) - scene cancellate
- R.L. Stine: I racconti del brivido - Fantasmagoriche avventure (Mostly Ghostly), regia di Richard Correll (2008)
- Cyrus: Mind of a Serial Killer, regia di Mark Vadik (2010)
- Beethoven - L'avventura di Natale (Beethoven's Christmas Adventure). regia di John Putch (2011)
- Atlas Shrugged: Part II, regia di John Putch (2012)

### Televisione
- Così gira il mondo (As the World Turns) – soap opera (2000-2001)
- Destini (Another World) – soap opera (1996-1999)
- The Lot – serie TV (1999)
- Zack e Cody al Grand Hotel (The Suite Life of Zack and Cody) – serie TV (2005/2008)
- Maritial Law (1999)
- Star Trek: Voyager – serie TV, episodio 6x18 (2000)
- Stark Raving Mad (2000)
- One World – serie TV (2000)
- Titus – serie TV (2001)
- Invisible Man (The Invisible Man) – serie TV (2001)
- Becker – serie TV (2002)
- Il tocco di un angelo (Touched by an Angel) – serie TV (2002)
- Boomtown – serie TV (2002)
- Senza traccia (Without a Trace) – serie TV (2002)
- CSI - Scena del crimine (CSI: Crime Scene Investigation) – serie TV (2004)
- Supernatural – serie TV, 15 episodi (2010-2019); 5×15
- Zack e Cody sul ponte di comando (The Suite Life on Deck) – serie TV (2008-2011)
- Buona fortuna Charlie - Road Trip Movie (Good Luck Charlie, It's Christmas!), regia di Arlene Sanford – film TV (2011)
- Switched at Birth - Al posto tuo (Switched at Birth) - serie TV (2013)
- Gortimer Gibbon's Life on Normal Street - serie TV (2014-2016)
- Colony - serie TV (2016)
- Criminal Minds: Beyond Borders - serie TV (2017)
- Criminal Minds – serie TV (2018)

### Videogiochi
- Pit-Fighter
- Star Trek: Away Team

## Doppiatrici italiane
Nelle versioni in italiano delle opere in cui ha recitato, Lindsay Frost è stata doppiata da:
- Giò Giò Rapattoni in Zack e Cody al Grand Hotel, Zack e Cody sul ponte di comando, Supernatural, Gortimer Gibbon's Life on Normal Street, Colony
- Michela Alborghetti in CSI - Scena del crimine
- Georgia Lepore in Dr. House - Medical Division
- Antonella Baldini in NCIS - Unità anticrimine
- Laura Boccanera in What/If